# Eloy Tizón
Eloy Tizón (Madrid, 14 de febrero de 1964) es un escritor español. Autor de cuatro libros de cuentos: Plegaria para pirómanos (2023), Técnicas de iluminación (2013), Parpadeos (2006) y Velocidad de los jardines (1992 y 2017); de tres novelas: La voz cantante (2004), Labia (2001) y Seda salvaje (1995); y del ensayo literario Herido leve. Treinta años de memoria lectora (2019).
Una selección de su obra breve ha sido editada en Argentina bajo el título La soledad, los viajes, el deseo (Ed. Marciana, 2024).
Eloy Tizón está considerado uno de los mayores exponentes de la narrativa breve en lengua española de finales del siglo XX y las primeras décadas del XXI.
Colabora regularmente en prensa e imparte talleres literarios.
Sus relatos forman parte de numerosas antologías como Páginas Amarillas (Lengua de Trapo, Madrid, 1997), Cien años de cuentos (Alfaguara, 1998), Los cuentos que cuentan (Anagrama, 1998), Pequeñas resistencias (Páginas de Espuma, 2002), Relato español actual (Fondo de Cultura Económica, México, 2003), Qué me cuentas (Páginas de Espuma, 2006) y Cuento español actual 1992-2012 (Cátedra, 2014), entre otras.
En inglés, ha sido incluido en las antologías Madrid Tales, editada por Helen Constantine y Margaret Jull Costa (Oxford University Press, 2012) y en Best European Fiction 2013 (Dalkey Archive Press, 2013), con relatos seleccionados por Aleksandar Hemon y prólogo de John Banville.
Publica habitualmente artículos, columnas, cuentos y aforismos en la prensa: ha colaborado en medios como El País, El Mundo, Público, Telva, Revista de Occidente, Turia o El Cultural de El Mundo  y ha ejercido la crítica literaria en Revista de Libros.
Profesor universitario en la UAL, también ha impartido talleres de narrativa en diversos centros culturales como Fuentetaja, La Casa Encendida, Festival Eñe, Escuela Superior de Artes y Espectáculos TAI, Hotel Kafka y Relee, donde también ejerció tareas de editor.
Parte de su obra ha sido traducida al inglés, francés, italiano, alemán, esloveno, finés y árabe.
En 2016 presidió el jurado del Premio Setenil.
En 2022 y 2023 dirigió el Festival del cuento literario Torrijos Cuenta, celebrado en Torrijos (Toledo).

## Obra publicada
- La soledad, los viajes, el deseo (Marciana, 2024). ISBN 978-987-828-815-4.

- Plegaria para pirómanos (Páginas de Espuma, 2023). ISBN 978-84-8393-336-7.

- Herido leve. Treinta años de memoria lectora. (Páginas de Espuma, 2019). ISBN 978-84-8393-255-1. Más información, entrevistas y reseñas: http://paginasdeespuma.com/catalogo/herido-leve/

- Velocidad de los jardines (Páginas de Espuma, 2017). ISBN 978-84-8393-212-4. Reedición especial conmemorativa de los 25 años del libro. Revisada por el autor y con un prólogo para la ocasión. Más información, entrevistas y reseñas: http://paginasdeespuma.com/clave/velocidad-de-los-jardines/

- Técnicas de iluminación (Páginas de Espuma, 2013). ISBN 978-84-8393-152-3. Ganador del Premio Tormenta 2013 al mejor libro del año. Finalista del III Premio de narrativa breve Ribera del Duero 2013, del Premio de la Crítica 2014  y del Premio Setenil 2014.[6] Reseñas y entrevistas: http://paginasdeespuma.com/catalogo/tecnicas-de-iluminacion/

- Parpadeos (Anagrama, 2006) (Crítica de Andrés Neuman) ISBN 978-84-339-7134-0

- La voz cantante (Anagrama, 2004) (Crítica de Rafael Conte) ISBN 978-84-339-6862-3

- Labia (Anagrama, 2001) Estudio de Franklin García Sánchez() ISBN 978-84-339-2470-4

- Seda salvaje (Anagrama, 1995) (Crítica de Rafael Conte) ISBN 978-84-339-1022-6

- Velocidad de los jardines (Anagrama, 1992) (Crítica de Alberto Olmos) ISBN 978-84-339-7332-0

- La página amenazada (Arnao, 1984).

## Antologías y libros colectivos
- El tercer hombre: 14 visiones de una obra maestra. David Felipe Arranz (ed.). Madrid, Sílex, 2024. ISBN-13: 978-8419077899
- El síndrome Wanderlust. Once relatos viajeros. Presentación: Pepo Paz Saz. Ilustraciones: Miguel Vallés Salvador. Madrid, Anaya, 2020.
- Escrito en el cielo. Madrid imaginada en la literatura (1977-2017). Antón Casariego, Martín Casariego y Fernando R. Lafuente (eds.). Madrid, Alfaguara, 2017.
- Proyecto Escritorio. La escritura y sus espacios. Edición de Jesús Ortega. Granada, Cuadernos del Vigía, 2016.
- Puente levadizo. Veinticuatro cuentistas de Panamá y España. Selección de Pedro Crenes Castro y Enrique Jaramillo Levi. Sagitario Ediciones, Madrid, 2015.
- Madrid, Nebraska. EE.UU en el relato español del siglo XXI. Edición y prólogo de Sergi Bellver. Bartleby, 2014.[7]
- Cuento español actual, 1992-2012. Edición y prólogo de Ángeles Encinar. Madrid, Cátedra, 2014.
- Best European Fiction 2013. Selección de Aleksandar Hemon y prólogo de John Banville. Dalkey Archive Press, 2013.
- Madrid Tales. Edición de Helen Constantine y Margaret Jull Costa. New York, Oxford University Press, 2012.
- Cuentos de amor. Madrid, Páginas de Espuma, 2008.
- Qué me cuentas. Edición de Amalia Vilches. Madrid, Páginas de Espuma, 2006.
- Relato español actual. Edición de Raúl Hernández Viveros. México, UNAM/Fondo de Cultura Económica, 2003.
- Pequeñas resistencias: antología del nuevo cuento español. Selección de Andrés Neuman y prólogo de José María Merino. Madrid, Páginas de Espuma, 2002.
- Los cuentos que cuentan. Edición y prólogo de J. A. Masoliver Ródenas y Fernando Valls. Barcelona, Anagrama, 1998.
- Cien años de cuentos (1898-1998). Selección y prólogo de José María Merino. Madrid, Alfaguara, 1998.
- Páginas amarillas. Prólogo de Sabas Martín. Madrid, Lengua de Trapo, 1997.
- Últimos narradores. Selección de Joseluís González y Pedro Nogales. Prólogo de Santos Sanz. Pamplona, Hierbaola, 1993.

## Principales prólogos y textos teóricos
- «Entre la loza y el crimen». Prólogo a Las madres secretas (Segunda edición) de Mónica Crespo. Barcelona, Base, 2023.
- «Cuento actual en español: la herencia descentrada», en Cuadernos Hispanoamericanos, mayo 2022. Enlace: https://cuadernoshispanoamericanos.com/cuento-actual-en-espanol-la-herencia-descentrada/
- «El cuerpo y sus etcéteras». Prólogo a Historia de un brazo de Ricardo Sumalavia. León, Eolas, 2021.
- «Tan perro a veces». Prólogo a Cuaderno de Choisy de Miguel Ángel Arcas. Madrid, Fórcola, 2021.
- «Florecen cristales». Prólogo a Yo no invento nada. Relatos de El laberinto mágico de Max Aub. Granada, Cuadernos del Vigía, 2020.
- «Lectura de Eloy Tizón» [del cuento «El señor de los viernes» de Antonio Pereira], en Natalia Álvarez Méndez y Ángeles Encinar (ed): Antonio Pereira y 23 lectores cómplices. León: Eolas Ediciones, 2019.[8]
- «Zoótropo» (Biografía de un libro). Prólogo para la edición conmemorativa de los 25 años de Velocidad de los jardines. Madrid, Páginas de Espuma, 2017.
- «Metamorfosis» (del nuevo cuento en español). Revista Mercurio n.º 189, marzo de 2017. Enlace: https://web.archive.org/web/20170307204536/http://revistamercurio.es/ediciones/2017/mercurio-189/metamorfosis/
- «Cuentos pluscuamperfectos». En Iowa Literaria. Enlace: http://thestudio.uiowa.edu/iowa-literaria/?p=4670 Archivado el 6 de octubre de 2015 en Wayback Machine.
- «Cráteres de Marte». En Cuadernos Literarios Ítaca. Enlace: http://itacaescueladeescritura.com/no5-crateres-de-marte-por-eloy-tizon
- «Pide tres deseos». Prólogo a Diez bicicletas para treinta sonámbulos. Madrid, Demipage, 2013.
- «Contranovela». En «Experiencia Rayuela». El Cuaderno, n.º 47, julio-agosto de 2013.
- «Explicación falsa de Felisberto». Prólogo a La casa inundada de Felisberto Hernández. Girona, Atalanta, 2012.
- «El bolígrafo que piensa», en El legado de Carmen Martín Gaite. Revista Insula, N.º 769-770, 2011, p. 43-45.
- «La lectura como arte». Prólogo a El arte de la ficción de David Lodge. Barcelona, Península, 2011. 2.ª Edición: Madrid, Austral, 2017.
- «Ruido y milagros». Prólogo a Pequeñas resistencias/5. Selección de Andrés Neuman. Madrid, Páginas de Espuma, 2010.
- «Pinceladas o sílabas», en Chéjov comentado. Introducción y edición de Sergi Bellver. Madrid, Nevsky, 2010.
- «Elogio del centauro». Prólogo a Vidas imaginarias de Marcel Schwob. Oviedo, KRK, 2009.
- «Escribir cuervos», en Edgar Allan Poe. Cuentos completos. Edición de Fernando Iwasaki y Jorge Volpi. Prólogos de Carlos Fuentes y Julio Cortázar. Madrid, Páginas de Espuma, 2009.
- «Velocidad de los cuentos», en El arquero inmóvil: Nuevas poéticas sobre el cuento. Edición de Eduardo Becerra y prólogo de Ricardo Piglia. Madrid, Páginas de Espuma, 2006.
- «Cómo escojo los lugares de mis novelas», en La cocina literaria (63 novelistas cuentan cómo escriben sus obras). Ed. de Lorenzo Gomis y Jordi Pérez Colomé. Barcelona, El Cievo, 2003.
- «Fango y mermelada» [estudio sobre el paralelismo entre las novelas La montaña mágica de Thomas Mann y El desierto de los tártaros de Dino Buzzati], en Revista de Occidente. Madrid, N.º 259. Diciembre de 2002, p. 124-136.
- «Cuanto menos, mejor», en Pequeñas resistencias/1: antología del nuevo cuento español. Selección de Andrés Neuman y prólogo de José María Merino. Madrid, Páginas de Espuma, 2002.
- «Yo, el personaje». Prólogo a La construcción del personaje literario de Isabel Cañelles. Madrid, Ediciones y Talleres de Escritura Creativa Fuentetaja, 1999.
- «En breve», en Los cuentos que cuentan. Edición y prólogo de J. A. Masoliver Ródenas y Fernando Valls. Barcelona, Anagrama, 1998.

## Valoración crítica
Alberto Olmos considera que «Eloy Tizón es el mejor cuentista español de todos los tiempos». Andrés Neuman ha declarado: «Ser su contemporáneo es una suerte».
El crítico Rafael Conte le ha calificado como «el más original, personal y sorprendente de los narradores hispanos» de los últimos quince años. Ana María Navales escribió acerca de su literatura en Heraldo de Aragón: «Los libros de Eloy Tizón nos conducen a un mundo propio, al intento de descubrir armas secretas, armarios reveladores de inusuales experiencias, y allí, como forma de reconocer el puzzle de su misterio, la multiplicación de las voces, la sorpresa como materia, la malicia como espíritu, la sensibilidad como pensamiento, esa alquimia de la palabra capaz de convertir en oro todo lo que toca».
Por su parte, el profesor Ángel García Galiano define al autor en su ensayo El fin de la sospecha: «Escritor de asombros y temblores, que defiende para su escritura la misma lentitud germinativa de los jardines. Narrador de la memoria, de la palabra precisa, de la literatura como don de amor, como salvación, como hábito moral con que vestir la absurda (de otro modo) realidad; de ahí su explícito empeño en escribir bien, por asumir en propia carne y sangre que la sintaxis no es sino un movimiento del alma».
Velocidad de los jardines (Anagrama, 1992) fue elegido por los críticos de El País como uno de los 100 libros españoles más interesantes de los últimos 25 años y por la revista Quimera como «uno de los mejores libros de cuentos de la literatura española del siglo XX». En 2003, Tizón fue considerado por el suplemento El Cultural del diario El Mundo, bajo el epígrafe de «Clásicos futuros», uno de los 10 mejores escritores españoles menores de 40 años. Fue finalista del XIII Premio Herralde de novela por Seda salvaje (Anagrama, 1995).
«También hay un inequívoco centro de gravedad lírico en la narrativa de Eloy Tizón, desde el que se explica su economía estilística, su sutileza verbal, el ritmo de una prosa cargada de notas sensoriales, e incluso la morosidad –y hasta la suspensión– del tiempo, así como la inmersión en la subjetividad no pocas veces fantástica de sus personajes. Sus relatos en Velocidad de los jardines ya atestiguaban la filiación poética de la creatividad del autor, aunque también mostraban la escuela de grandes cuentistas como Chéjov, Cortázar o Carver. Y advertía sobre un modo de entender la escritura literaria que implicaba ritmos vegetales de crecimiento, lentitud y artesanía frente al vértigo tecnológico. Su siguiente libro de cuentos, Parpadeos, revalidaba esa poética basada en la aprehensión de lo imperceptible y en el mimo de su verbalización. Es la misma que inspira sus novelas Seda salvaje y la metaficcional Labia, apoyadas en convincentes narradores dominados por una pasión, la curiosidad por las vidas ajenas o el impulso de crearlas en la ficción literaria. También es en la voz narrativa donde se sostiene La voz cantante, que es la de un viejo profesor puesto a contar sus encuentros con el mismísimo Diablo».
Jordi Gracia y Domingo Ródenas, Historia de la literatura española, vol. 7. Derrota y restitución de la modernidad (1939-2010). Barcelona, Crítica, 2011, p. 821
«Narrar para Tizón es una especie de conjuro contra el paso del tiempo. La melancolía es su motor; las palabras, un espacio de disputa. […] Las palabras, para Tizón, tienen en primera instancia una cara amable, pero en verdad son insuficientes para volver a experimentar, con todo lo que ello implica, el pasado, un tiempo que en estos cuentos aparece como pleno y “memorable”. En el final de “Velocidad de los jardines” el narrador, viendo la vulgaridad del presente de aquellos que vivieron con él la etapa escolar, se pregunta: “¿Por qué la vida es tan chapucera?”. Tomémoslo como una proclama y una renuncia. Tizón, puesto a recordar, hace gala de una melancolía militante, sin embargo sabe que su oficio, el de narrador, se detiene allí, en ese abismo entre sensaciones del pasado y palabras del presente que ni los mejores contadores de historias, y él se encuentra entre ellos, pueden cubrir».
Armando V. Minguzzi, «Velocidad de los jardines de Eloy Tizón: tiempo, definiciones y apuestas narrativas». Buenos Aires, Ed. Biblos, 2011, pp. 173-198.
«Velocidad de los jardines es poco menos que la piedra angular sobre la que se puede entender la última generación de relato breve en España. A esta afirmación, claro, se le pueden poner infinitas salvedades y encontrar infinitas excepciones, pero no hay ningún libro en España en los últimos veinte años, ni en narrativa, ni en ensayo y creo que tampoco en poesía que esté tan cerca de algo así. Sólo por esto, por los servicios prestados, cada libro de Eloy Tizón se espera con una expectación excepcional, con una expectación que es ya muy rara en la literatura y que produce en el observador un calor peculiar». 
Miguel Carreira, Factor Crítico, 2014, Enlace: https://web.archive.org/web/20140315130939/http://www.factorcritico.es/2014/03/tecnicas-de-iluminacion-eloy-tizon/
«La intensidad y delicadeza de Eloy Tizón aflora igual que un hecho grave y secreto. Hay un magma poético que se pega a las manos, y ese tacto fresco equivale a lavarse la cara en pleno desierto. De pronto, ves mejor. Ni siquiera hace tanto calor. Las frases flotan, y las cosas no acaban de suceder, pero están pronosticadas». 
Juan Tallón. Libros peligrosos. Mallorca, Larousse, 2014, p. 262.
«Eloy Tizón es uno de los escritores más influyentes de la literatura española de los últimos treinta años y, sin ningún género de duda, el autor de relato breve más relevante y reverenciado de su generación. Mientras tecleo estas palabras tengo ante mí, a mi izquierda, dos libros suyos, Velocidad de los jardines (1992), en su tercera edición de 2017, y Técnicas de iluminación, en su séptima edición de 2019. Ambos dedicados de su puño y letra. Sin contar sus novelas, ensayos y otros relatos, bastarían estos dos libros de cuentos para que un escritor, cualquier escritor, entrase ya de lleno en el Olimpo universal de las letras. Comparto lo que han escrito de sus relatos breves un sinnúmero de especialistas en tanto que Tizón es el autor de relatos breves más importante de las letras hispánicas desde 1992 hasta la actualidad, en España o América. Como le dije en una comida, él es el John Cheever de la lengua castellana». 
Diego Moldes, En el vientre de la ballena. Ensayo sobre la cultura. 
Galaxia Gutenberg, Barcelona, 2022, p. 182.
«Eloy Tizón es la estrella del cuento en el mundillo literario español. Es un maestro del estilo, lírico y detallista, que bucea en recuerdos y sensaciones. Velocidad de los jardines es una de sus mejores colecciones, con la habilidad de los clásicos y la audacia moderna de sorprender al lector incluso en la más inofensiva enumeración».
Alberto Hernando, «Los 10 mejores libros de relatos de todos los tiempos», Esquire, 05/03/2022, 
Enlace:https://www.esquire.com/es/actualidad/libros/g39294117/mejores-libros-cuentos-relatos/

## Reconocimientos
- Plegaria para pirómanos fue elegido como uno de los 25 mejores libros de 2023 por la revista Rockdelux (n.º 397, pág. 90).
- En 2022 la revista Esquire escogió Velocidad de los jardines como «uno de los 10 mejores libros de relatos de todos los tiempos»:
- En 2021 la Fundación Fundalectura de Colombia eligió Herido leve entre otros libros «altamente recomendados» para los lectores y lectoras de su país: www.fundalectura.org/
- En 2020, la web portaldelescritor.com seleccionó Velocidad de los jardines entre «los cincuenta mejores libros de relatos de todos los tiempos»: https://portaldelescritor.com/articulos/los-50-mejores-libros-de-relatos-de-todos-los-tiempos/
- Técnicas de iluminación recibió el Premio Tormenta 2013 al mejor libro español del año. También fue finalista del Premio de la Crítica 2014; del Premio Setenil 2014; y del III Premio de narrativa breve Ribera del Duero 2013.
- Finalista del XIII Premio Herralde de novela por Seda salvaje (Anagrama, 1995).
- Labia es destacado como uno de los mejores libros del año: http://www.elpais.com/articulo/semana/ano/corto/elpeputec/20011229elpbabese_1/Tes
- Elegido en 2003 como uno de los veinte creadores más prometedores de la cultura española «por su uso preciso y enriquecedor del lenguaje», en una encuesta realizada entre cincuenta críticos para la revista La Clave.
- Velocidad de los jardines es elegido entre los tres mejores libros de cuentos de los últimos veinticinco años (1982-2007), en una encuesta entre internautas convocada por el blog de Miguel Ángel Muñoz El síndrome Chéjov: http://elsindromechejov.blogspot.com/
- Parpadeos recibió el I Premio Tormenta y Técnicas de iluminación el VII Premio Tormenta.[9]
- Recibe un homenaje por su libro Velocidad de los jardines, organizado por el Foro Auzolan, en Pamplona (1 de junio de 2010), que redacta el siguiente comunicado: «La historia de la literatura también la construyen los libros secretos. Obras poco difundidas que circulan de mano en mano, en una suerte de marginalidad que genera auténticas legiones de acólitos. Velocidad de los jardines es una. Asumida por muchos críticos como el mejor libro español de relatos de los años 90, el rumor sobre sus virtudes nunca ha dejado de crecer. Para cerrar la programación de primavera de nuestro punto de irradiación cultural hemos programado una fiesta. Nuestra intención es homenajear a un escritor que nos ha hecho vibrar de emoción, así como rendirle merecido tributo a su literatura, tan florida como explosiva, tan nostálgica como vitalista. El contenido del acto será una sorpresa. Su autor, Eloy Tizón, nos acompañará para contar de qué manera el paso del tiempo ha dotado a su libro de aplomo y madurez».

## Cine
- El director de cine Alejandro Cánovas ha realizado un cortometraje de animación en la Universidad de Bellas Artes de Nagoya (Japón), basado en el cuento Pez volador . Puede verse en: http://vimeo.com/3319797

## Autores preferidos
En una entrevista publicada en la revista digital El coloquio de los perros señaló que entre su literatura preferida se encuentran los cuentos de Antón Chéjov, John Cheever, Julio Cortázar, y las novelas de Marcel Proust, Vladimir Nabokov, Samuel Beckett, Franz Kafka, William Faulkner, Clarice Lispector (La hora de la estrella), Djuna Barnes (El bosque de la noche), Juan Carlos Onetti (El astillero).

## Entrevistas
En Televisión:
- Entrevista en La Aventura del Saber. Televisión Española
- Entrevista en Café Chéjov

En la Web:
- Presentación de Plegaria para pirómanos en Espacio Fundación Telefónica, el 22 de septiembre de 2023, junto a Juan Casamayor, Carlos Castán y Vanessa Simonka.
- «Escritura y mente», conversación entre Eloy Tizón e Isabel Cañelles (2021)

En prensa escrita:
- «Mi vida ha estado dominada por el vértigo del lenguaje» https://www.revistamaguey.com/2024/05/entrevista-tizon.html
- «Antes de aplicar la ironía a los demás, conviene aplicarla en nosotros mismos» https://elemmental.com/2024/02/12/eloy-tizon-entrevista/
- Una charla con Eloy Tizón o cómo nace un cuento. Moon Magazine (2020)
- Seguir escribiendo pese a todo. Revista Purgante (2020)
- Entrevista en El Cultural (2019)
- Entrevista en Visítame Magazine (2018)
- Entrevista en Cuadernos Hispanoamercicanos (2017)
- Entrevista en Pliego Suelto
- Entrevista en Libros Instrucciones de Uso
- Entrevista en Abc Cultural Archivado el 4 de noviembre de 2013 en Wayback Machine.
- Entrevista en El Cuaderno
- Entrevista en el Síndrome Chéjov
- Entrevista en Literaturas.com

En Radio:
- Análisis y comentario del cuento «Austin» de Velocidad de los jardines, a cargo de Patricia Esteban Erlés y Luis Baeza, en el programa 'El sillón de terciopelo verde' Aragón Radio